# Corpuscularia
Genre
Classification phylogénétique
Corpuscularia Schwantes est un genre de plante de la famille des Aizoaceae.
Corpuscularia Schwantes, in Z. Sukkulentenk. 2: 185 (1926)
Type : Corpuscularia lehmannii (Eckl. & Zeyher) Schwantes (Mesembryanthemum lehmannii Eckl. & Zeyher) ; Lectotypus [Schwantes, in Z. Sukkulentenk. 3: 105 (1927)]

## Liste des espèces
- Corpuscularia angustifolia (L.Bolus) H.E.K.Hartmann
- Corpuscularia angustipetala (Lavis) H.E.K.Hartmann
- Corpuscularia appressa (L.Bolus) H.E.K.Hartmann
- Corpuscularia britteniae (L.Bolus) H.E.K.Hartmann
- Corpuscularia buchubergensis Graessn.
- Corpuscularia cymbiformis Schwantes
- Corpuscularia dolomitica Schwantes
- Corpuscularia gracilis H.E.K.Hartmann
- Corpuscularia lehmannii Schwantes
- Corpuscularia manifesta Graessn.
- Corpuscularia mollis Schwantes
- Corpuscularia perdiantha Tisch.
- Corpuscularia quarzitica Schwantes
- Corpuscularia taylorii Schwantes
- Corpuscularia thunbergii Schwantes